# Вага (Кировская область)
Вага — деревня в Слободском районе Кировской области в составе Озерницкого сельского поселения.

## География
Находится на расстоянии примерно 34 км на север от районного центра города Слободской.

## История
Была известна с 1873 года как деревня, в которой было учтено дворов 6 и жителей 44, в 1905 20 и 112, в 1926 27 и 143, в 1950 25 и 91. В 1989 оставалось 28 постоянных жителей . 

## Население
Постоянное население  составляло 2 человека (русские 100%) в 2002 году, 2 в 2010.